# 검찰

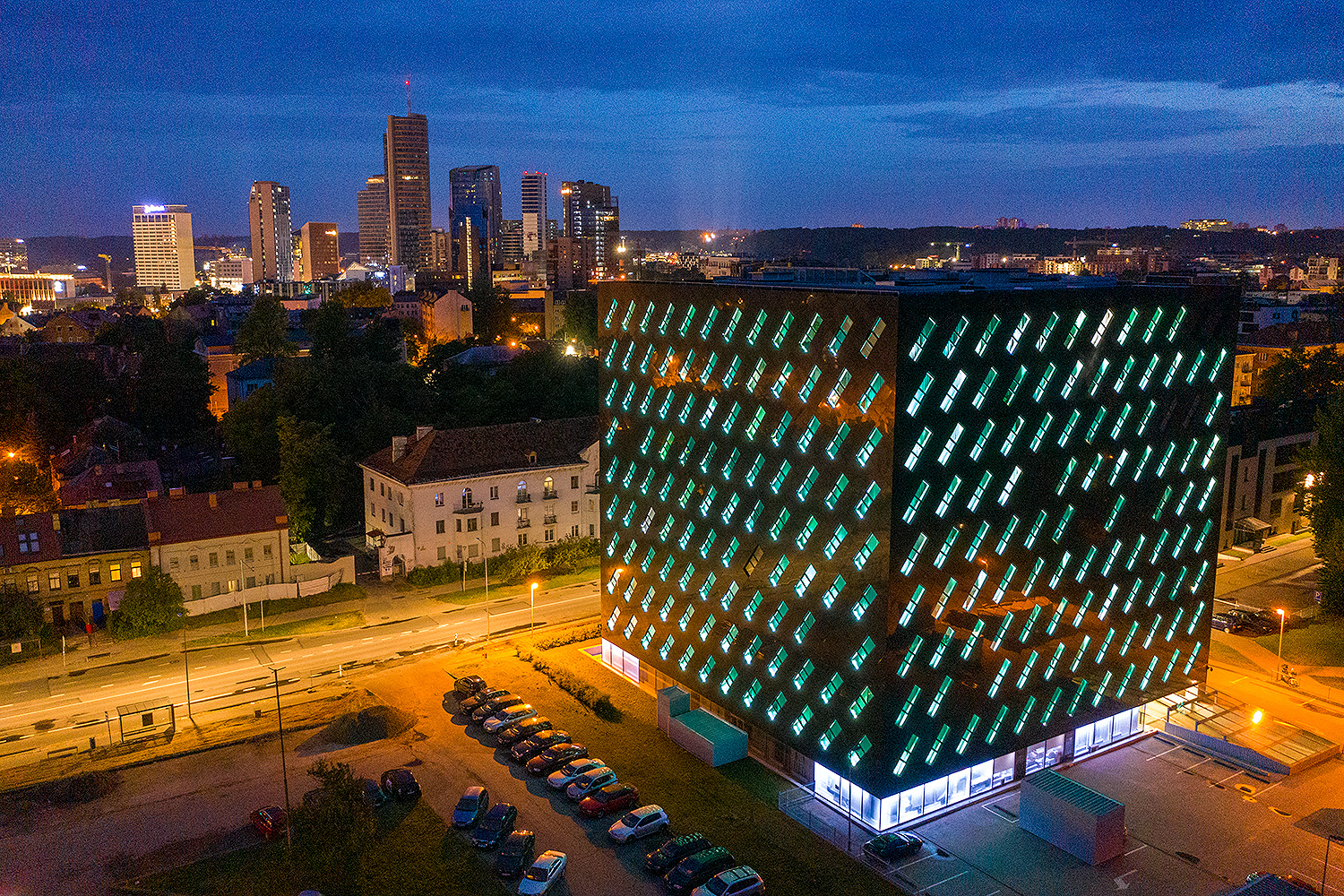
빌뉴스에 위치한 리투아니아의 검찰

검찰(檢察)은 범죄 수사, 공소 제기, 재판 집행 등 국가의 권력 작용이다. 이러한 검찰이 이루어지는 곳을 검찰청(檢察廳)으로 부르며, 검사가 검찰 사무를 수행한다. 중화인민공화국, 대만, 마카오, 그리고 슬로바키아, 슬로베니아, 폴란드, 체코 등의 중앙유럽의 일부 국가들에서도 존재한다.

## 직무
검찰은 형사 소송에 대한 공소를 법원에 제소하여 법원에 법률의 정당한 적용을 청구하며 재판의 집행을 감독할 권한을 가진다.

## 나라별 검찰
- 대한민국 검찰청
- 일본 검찰청
- 영국 검찰청

## 같이 보기
- 검사